# Versailles pozimi
Roman Versailles pozimi (1992) je Mitja Zalokar pod psevdonimom Peter Stopar izdal kot tretji roman v zbirki Vrba. Prikazuje simbolno hrepenenje prvoosebnega pripovedovalca, razklanega med stvarnostjo in idealom, ki ga predstavlja alegorija ženskega telesa. 

## Vsebina
V prvem odlomku na šolskem stopnišču, ki ga ima več kritikov za simbol, Peter začne begajoči vzpon k svojemu ljubezenskemu idealu, ki ga predstavlja njegova sošolka Tina. Dekle je zanj alegorija ženske, po kateri vedno bolj hrepeni, saj se mu ta spretno izmika in nikoli ne prestopi dovoljene meje (intimnih stikov). Avtor jo primerja z Versaillesom pozimi, kar izhaja iz njene čutne zavrtosti, za katero upa, da se bo pomladi, prav tako kot Versailles, odtajala in zaživela kot nekoč. 
V mestu se odvijajo sadistična izživljanja nad ženskami. Po treh podobnih posilstvih in umorih ugotovijo, da je zločinec starejši spolni izprijenec. Dekleta, žene in matere se iz strahu za svoja življenja izogibajo temnim mestom. Za Tino to ne velja, saj se domov vrača skozi samoten samostanski vrt. Spremlja jo Peter in se čudi, da je ni nič strah. V parku se sošolca prvič poljubita, zato se Tina v nadaljevanju izogiba samotnim prostorom, da bi se izognila poželenju do njega. 
Med poukom Tina Petru nariše akt, hkrati zakrite in odkrite trinajstletne Boucherjeve punčke, in dodatno pritegne njegovo pozornost, saj ne ve, kaj mu sporoča s "prerisi prerisa". Pomen akta odkrivamo skozi njun dialog  o atentatu na kralja Ludvika XV. Osrednjo vlogo ima Boucherjeva punčka, kraljeva ljubimka in Tinina slikarska obsesija, ki prekriva vse stene njene sobe.
Peter in Tina se učita pri Tini doma, kjer spoznamo njene starše in mlajšo sestro Ličko, ki jo Peter po prizoru v njeni sobi primerja z Boucherjevo punčko. Pri tem se opozarja, da nanjo ne sme gledati kot na žensko, saj je stara komaj trinajst let. 
Zaradi Tininega zavajanja Peter postaja razdražen, zato jo nekaj dni pred končnim izpitom fizično napade. Spozna, da jo vzburjata erotično nasilje in nevarnost kazni. Po nepovsem jasnem spletu okoliščin Tina pristane v bolnišnici zaradi posilstva in fizičnega napada, za kar obtoži svojega soseda, ki živi na podstrešju.
Tina se v pripovedovalčevi zavesti prikaže na način "ne ljubi nje, ampak stopnišče do nje", saj Peter ne želi potešiti Tinine sle, ko se mu je pripravljena v celoti predati. Dekle ga zapusti, zato se od ljubezenskega ideala distancira in se poroči z Ličko. Na vrhu simboličnega stopnišča Peter odpre vrata, kjer je le praznina. Spozna, da je živel v laži, in njegove sanje izginejo. Ostaja dvoumno vprašanje, ali je ženska lovec ali žrtev.

## Simbolizem v romanu
V romanu ima pomembno vlogo simbolizem, ki pripomore k dojemanju zgodbe in omogoča samostojno predstavo o razpletu zgodbe, ki nas pusti v nevednosti, kdo je v resnici lovec ter kdo žrtev nasilja in posilstva. Naslednje simbole nam razloži Vanesa Matajac (1993: 134–135): 
- Stopnišče je najpomembnejša prispodoba, saj je na njem zgrajena celotna zgodba, ki nas postopoma pripelje do zaključka in sklepa, da je resničnost močnejša od fikcije.

- Boucherjeva punčka se v romanu pojavlja kot nerešljivo vprašanje, saj nikoli ne izvemo, kdo je bila v resnici. Prav tako ne izvemo, kdo jo je prvi narisal, zato je veljala za »preris prerisa«, na kar v zgodbi opozarja tudi Tina. Deklica je predstavljala zapeljivo celoto, za katero so posamezniki menili, da je bila nedolžna žrtev, ostali pa, da je bila lovec oziroma prikrita ekshibicionistka.
- Atentator na Ludvika XV. lahko predstavlja obredno žrtev, saj zadovoljuje nasilja željno množico, ki si brez nečloveškega izživljanja ne bi zadovoljila svojega živalskega nagona. Lahko pa ga prikaže kot morilca, saj se upira in ignorira avtoriteto zgodovine, ki je v tistem času veljala za sveto.

## Kritike
»Peter Stopar, družbin hišni avtor, v romanu Versailles pozimi gradi vzporedni zgodbi o neuspelem atentatu na Ludvika XV. in času ljubljanskega Jacka Razparača. Gladko pripoved z odličnimi dialogi kiti prefinjena erotika.« (Bratož 1992: 6)
»Petra Stoparja komaj izšli roman Versailles pozimi zbuja zanimanje s vzporednostjo dveh pripovedi, upravičenost celote pa bo lahko presodilo šele pazljivejše branje.« (Kos 1992: 7)
»Ljubezensko pripoved hrepenenjskega subjekta, ki prav zaradi takšne strukturiranosti v odnosu do ideala ostane "kastrat versajske komične opere", si torej dovoljujemo brati kot parodijo moškega subjekta ljubezenskih romanov, mogoče pa tudi zaljubljenca sploh.« (Matajc 1993: 135)